# American Pie Presents: The Book of Love
American Pie Presents: The Book of Love (título en español: American Pie 7: El Libro del Amor o American Pie 7: La guía del Amor en Hispanoamérica) es la séptima entrega de la saga American Pie y un nuevo Spin-off de la trilogía American Pie. Está escrita por David H. Steinberg y basada en los personajes creados por Adam Herz.

## Argumento
La historia transcurre en East Great Falls, 10 años después de los acontecimientos de American Pie. Los nuevos protagonistas de esta película son tres nuevos vírgenes desventurados: Rob (Hall), Nathan (Horton) y Lube (Hardesty). Una noche, Rob accidentalmente prende fuego la biblioteca de la escuela, y encuentra "la Biblia" (el Libro del Amor), la creación del Sr. Levenstein (Eugene Levy). Desafortunadamente para ellos, el libro está hecho pedazos. El libro tenía consejos incompletos y los envía en un imposible viaje para perder su virginidad. Después de probar y fallar varias veces, se comprometen a restaurar el libro, y para ello, deben encontrar a Levenstein y a todas las demás personas que escribieron en el libro, y comenzar la restauración.
La historia comienza con Rob, quien entra a su dormitorio, y trata de masturbarse con un sándwich de mantequilla de maní (similar a la escena del pastel de manzana en la primera película). Mientras que él está haciendo esto, su perro, Frizzie, trata de comer el bocadillo, y Cody, el hermano de Rob, lo filma recibiendo esta satisfacción sexual no deseada. Más tarde, Rob se reúne con sus amigos, Nathan y Lube, en la escuela. Nathan revela que su novia, Dana, se ha comprometido a abstenerse del sexo hasta el matrimonio a pesar de que ella ya se ha acostado con otras seis personas. Rob habla con Heidi, una chica por la que se siente atraído, y Stiffler. Stiffler dice que si Rob no hace nada por Heidi, él lo hará. En clase, Lube tiene una fantasía sobre un grupo de animadoras, sobre todo con una llamada Ashley. Rob y Heidi se reúnen más tarde en la biblioteca de la escuela donde ella revela que es virgen, y sólo desea "conseguir tener algo de sexo". En el baile de la escuela, Nathan trata de llegar a segunda fase con Dana, pero solo se las arregla para ofenderla debido a su compromiso de abstinencia. Rob intenta decirle a Heidi lo que siente por ella, pero es interrumpido por Nathan y Lube. Finalmente la encuentra en la biblioteca a punto de tener relaciones sexuales con otro estudiante, y deja caer una vela encendida en un recipiente en estado de shock. Esto pone a la biblioteca en llamas, lo que activa los aspersores de agua.
Al día siguiente, cuando Rob y Heidi hacen la limpieza de la biblioteca, Rob encuentra un compartimiento secreto que contiene 'La Biblia' (El Libro del Amor). Muestra el libro a sus amigos Nathan y Lube, y explica que se trata de un manual de sexo compilado de más de 40 años escrito por los estudiantes que lo encontraron. El libro se considera legendario pero lamentablemente ha sido dañado por el agua.
Más tarde, en el centro comercial local, Rob trata de probar algo del libro, "la adulación simple". Se acerca a Ashley en una tienda de lencería y habla con ella. Ashley lo lleva a un vestidor, se quita el sujetador y la parte superior, y le hace robar un sostén para ella. Lamentablemente Rob es capturado y obligado a pagar por el sujetador con la tarjeta de crédito de su madre. Mientras tanto, Nathan va a la misa de Dana para hablar con ella, pero accidentalmente transmite la conversación explícita y muy personal a toda la congregación en el sistema PA de la iglesia. El padre de Dana le prohíbe a ella ver a Nathan. Cuando recibe su factura de tarjeta de crédito, la madre de Rob trata de hablar con él sobre la compra de la ropa interior, lo que lleva a Rob a decir sarcásticamente que le gusta usar ropa interior de mujer. Él es nuevamente filmado por su hermano pequeño, quien sube las imágenes en Internet para que toda la escuela pueda verlas.
Al día siguiente, Heidi, Imogen y Dana están viendo un juego de baloncesto de la escuela en el que Rob y Stifler están jugando. Una chica llamada Katie trata de hablar con Stifler, pero él la rechaza. Rob vuelve a intentar decirle a Heidi cómo se siente pero es incapaz de hacerlo. Lube descubre una página en la Biblia que habla de un burdel en Canadá y de una prostituta, Monique, quien tiene mucha experiencia. La entrada fue escrita en 1975, pero Lube lee mal la fecha como 1995, y decide ir. Cuando se encuentran con Monique, los chicos están disgustados ya que es una anciana, pero Nathan dice que deben ir de todos modos. Nathan y Lube dejan que Rob vaya primero, pero Monique muere mientras le realiza sexo oral. Ellos entran en pánico y regresan a Estados Unidos.
Rob, una vez más en la biblioteca, finalmente le dice a Heidi que se siente atraído por ella. Heidi dice que ella siente lo mismo, y se comprometen a hacerlo en la fiesta de Stifler más tarde. En la fiesta, Heidi oye a Rob gritar: "¡Esta noche me voy a echar un polvo!", y corre escaleras arriba. Stifler de nuevo rechaza a Katie cuando ella trata de hablar con él. Lube le dice a Ashley cómo se siente con ella, dando un discurso sobre cómo garantiza satisfacción sexual, pero ella todavía lo rechaza. La amiga de Ashley está impresionada con lo que dijo y le dice a Lube de encontrarse en el piso de arriba, pero cuando encuentra un mensaje de texto ofensivo en su teléfono, ella se va. Nathan intenta reconciliarse con Dana pero la ofende, haciendo que ésta se vaya de nuevo. Rob encuentra a Heidi en la cama con Stifler y sale de la habitación. Heidi lo sigue a la planta baja, pero Rob se niega a hablar con ella y comienza a beber en exceso. Él declara: "¡sólo los idiotas se emborrachan!" y luego se comporta groseramente con una chica al azar, que rápidamente va a la cama con él. Ella le pide que tenga relaciones sexuales con ella por detrás, pero Rob alucina y ve a Heidi diciendo: "No vas a poner tu pene seriamente en esa cosa, ¿verdad?". A continuación, Rob vomita en la espalda de la chica. A la mañana siguiente su madre le pregunta si él llegó a casa borracho, y le muestra una película que recibió en su teléfono, de Rob vomitando sobre la chica la noche anterior.
En un intento por restaurar la Biblia, Rob y sus amigos deciden encontrar a todas las personas que originalmente lo escribieron, con el fin de recrearla, comenzando con el creador original (Noah Levenstein). Con el paso del tiempo, tienen éxito en la reconstrucción del libro.
Rob y sus amigos luego van a un viaje escolar para esquiar. En una cabaña, donde algunos estudiantes están jugando al strip póker, Katie vuelve a intentar hablar con Stifler, quien vuelve a rechazarla. Ella apuesta a Stifler que si ella gana en el póker tiene que pedirle disculpas y correr desnudo en la nieve. Stifler pierde y se ve obligado a pedir disculpas y salir a la calle desnudo, donde es violado por un alce. Al día siguiente, los estudiantes están subiendo por la montaña en las góndolas, pero Nathan tiene relaciones sexuales con Dana en la sala de control del ascensor, y sin querer apagan la máquina de los ascensores. En una góndola, Rob y Heidi se reconcilian con un beso. Ashley y Lube están en otro ascensor, donde Lube se cae cuando trata de buscar ayuda. Cuando Ashley baja por él, Lube le dice lo que siente por ella, haciéndola llorar y se besan finalmente aceptándolo. Heidi y Rob vuelven a la cabaña y tienen relaciones sexuales. Lube y Ashley también vuelven a la cabaña y tienen relaciones sexuales, usando las enseñanzas del libro la deja complacida y feliz volviéndose una pareja 
La película termina con Rob, Nathan y Lube devolviendo el recién restaurado libro donde Rob lo encontró, después de que Rob haya añadido su firma. Como broche final, el hermano de Rob, Cody, entra en su habitación solo para encontrar un video en internet de él poniendo una aspiradora en su pene. Para su horror, éste ha sido visto casi 10 millones de veces. Rob termina la película con las palabras: "te tengo ja, ja".

## Reparto
| Actor                 | Personaje                     | Notas |
| --------------------- | ----------------------------- | ----- |
| Bug Hall              | Robert "Rob" Shearson         |       |
| Brandon Hardesty      | Marshall "Lube" Lubetsky      |       |
| Kevin M. Horton       | Nathan Jenkyll                |       |
| Beth Behrs            | Heidi                         |       |
| Melanie Papalia       | Dana                          |       |
| Jennifer Holland      | Ashley Lawrence               |       |
| John Patrick Jordan   | Scott Stifler                 |       |
| Louisa Lytton         | Imogen                        |       |
| Sherman Hemsley       | Pastor                        |       |
| Curtis Armstrong      | Pete O'Donnell                |       |
| Jim Wynorski          | Eddie                         |       |
| Rosanna Arquette      | Madeline Shearson             |       |
| Eugene Levy           | Noah Levenstein               |       |
| Cindy Busby           | Amy                           |       |
| Naomi Hewer           | Alyson                        |       |
| Nicolas Rolon Curioni | Cody                          |       |
| Adrienne Carter       | Katie                         |       |
| Edwin Pérez           | Gibbs                         |       |
| Shedrick Means        | Shedrick Means                |       |
| Kevin Federline       | Guardia fronterizo canadiense | Cameo |
| Dustin Diamond        | Alumno tipo #1                | Cameo |
| C. Thomas Howell      | Alumno tipo #2                | Cameo |
| Christopher Knight    | Alumno tipo #3                | Cameo |
| Tim Matheson          | Carlito Alumno tipo #4        | Cameo |
| Steve Railsback       | Alumno tipo #5                | Cameo |
| Robert Romanus        | Alumno tipo #6                | Cameo |
| Bret Michaels         | Él mismo                      | Cameo |

Al iniciar la filmación, se reportó que Tara Reid repetiría su personaje de Vicky Lathum. Sin embargo, eso no sucedió. El motivo dado por la producción fue que no pudo contratarla a tiempo.

## Producción
La película fue filmada en Anmore, Vancouver, Canadá. La Preparatoria East Great Falls es la Preparatoria Centenial en Coquitlam.

## Banda sonora
| Pista | Título                                | Intérprete            |
| ----- | ------------------------------------- | --------------------- |
| 1     | Oh Yeah                               | Yello                 |
| 2     | Something in Your Mouth               | Nickelback            |
| 3     | Sexy Little Thing / Miss Cindy        | The High Decibels     |
| 4     | Smoke Alarm                           | Freddy Rawsh          |
| 5     | Hot N Cold                            | Katy Perry            |
| 6     | Dance, Dance                          | Fall Out Boy          |
| 7     | Turn It Down                          | Sideway Runners       |
| 8     | Hypnotik                              | Roobie Breastnut      |
| 9     | Beer                                  | Ace Baker             |
| 10    | How Do I Know                         | Wanda Bell            |
| 11    | When You Want Some Uh Uh              | Nio Renee Wilson      |
| 12    | Get Loose (Nipjoint Remix)            | Quanteisha            |
| 13    | Pauline                               | The High Lonesome     |
| 14    | Katmandu                              | Sam Morrison          |
| 15    | 1969                                  | Dr. Hollywood         |
| 16    | Body Language                         | Isaac Hayes           |
| 17    | If Something's Wrong                  | Aidan Hawken          |
| 18    | Damned If I Do Ya (Damned If I Don't) | All Time Low          |
| 19    | Hot Mess                              | Cobra Starship        |
| 20    | Are You Ready                         | Crash Boom Bang       |
| 21    | Got Me Some Love                      | Keely Hawkes          |
| 22    | Army Girl                             | The Genders           |
| 23    | Obsession                             | Ace Baker             |
| 24    | Something Wild                        | The High Lonesome     |
| 25    | Burnin' Love                          | Travis Tritt          |
| 26    | Laid                                  | Aidan Hawken          |
| 27    | She Can Dance                         | Billy Trudel          |
| 28    | Monday                                | Mikey & The Gypsys    |
| 29    | In It for You (Catch My Fall)         | The Elliots           |
| 30    | Heartbeats                            | Melinda Ortner        |
| 31    | Say Yes                               | Elliott Smith         |
| 32    | Book of Love                          | Powderfinger          |
| 33    | Sinner                                | Big B ft. Scott Russo |
| 34    | Mouth to Mouth                        | Kaya Jones            |
|       | Stuttering                            | Friday Night Boys     |